# Людвіг (герцог Вюртембергу)
Людвіг I Побожний (нім. Ludwig der Fromme; 1 січня 1554 — 18 серпня 1593) — 5-й герцог Вюртембергу в 1568—1593 роках. За нумерацією усіх правителів Вюртембергу його рахують як Людвіга VI, а за лінією Вюртемберг-Урах як Людвіга III.

## Життєпис
Походив з Вюртемберзького дому. Другий син Христофа I, герцога Вюртембергу, та Анни Марії Бранденбург-Ансбахської. Народився 1554 року. Після смерті у травні 1568 року старшого брата Ебергарда став спадкоємцем трону. У грудні того ж року помирає батькой, й Людвиг I стає новим герцогом Вюртембергу.
Через малий вік опинився під опікою своєї матері, Вольфганга Віттельсбаха, герцога Пфальц-Нойбургу, маркграфа Георга Фрідріха Бранденбург-Ансбаського, маркграфа Карла II Баден-Дурлах. На чолі адміністрації було поставлено графа Генріха фон Кастелля.
1575 року одружився з представницею Баден-Дурлаських Церінгенів. Лише у 1578 року фактично перебрав владу у герцогстві. 1577 року підписав лютеранську Формулу Злагоди і
У зовнішній політиці орієнтувався на збереження гарних стосунків з Габсбургами, тому не приставав до жодних протестанських союзів. Водночас був ревним лютеранином (за це отримав своє прізвисько), тому перестав надавати допомогу французьким кальвіністам.
1579 року приборкав графа Людвига фон Ловенштайна. У 1580 році підписав Книгу згоди від свого імені і в якості співопікуна маркграфів Ернста Фрідріха Баден-Дурлаха і Якоба III Баден-Гахбергу. 1583 року помирає його дружина. У 1585 році одружився вдруге.
1591 року відповідно до імператорського наказу — Конрада фон Паппенгайм. Помер 1593 року, не залишивши після себе прямих спадкоємців. Похований в Тюбінгенській монастирській церкві. Трон успадкував Фрідріх I з лінії Вюртемберг-Монбельяр.

## Родина
1. Дружина — Доротея Урсула, донька маркграфа Карла II Баден-Дурлахського.
дітей не було

2. Дружина — Урсула, донька Георга Йоганна I Віттельсбаха, пфальцграфа Фельдену
дітей не було